# 粘葉豆
粘叶豆（学名：Schizolobium parahyba）又名離莢豆、捕蚊树、捕蟲樹、桫椤豆、巨葉鳳凰木、巴西蕨树、巴西火焰木、塔树、巴西凤凰木、黃花金檀等，为離莢豆屬的唯一受普遍承认的物种，属豆目豆科，是一种原生于热带美洲的树种，以其生长速度快（每年可达3米）而闻名。根据Francis Halle的说法，这棵树甚至可能在5年内长到30米高，这将使它成为有史以来生长最快的树之一，即平均每年生长6米。

## 名称
这种树在当地有很多名字，包括guapuruvu、guapiruvu、bacurubu、ficheira（“筹码树”）、faveira（“蚕豆树”）、pau-de-vintem（“小钱木”）、pau-de-tamanco（“木屐树”）、umbela（“伞树”）和parica等等。1825年，巴西殖民地植物学家韦洛佐首次描述了本种，原学名为。其种小名可能是指巴西东南部的帕雷巴河。

## 形态
成树的树干通常笔直，高达40米，80厘米宽，只在接近顶部的地方分枝。除了落叶留下的疤痕外，树皮光滑，呈灰绿色。叶为二回羽状复叶，长1米以上，叶轴为绿色，總叶轴擁有30-50个羽状小葉軸对生，每小葉軸各有小叶40-60片，小叶长2-3厘米；复叶聚生在樹枝的末端，在旱季完全脱落。由于小树通常单干不分枝，加上超过2米长的二回羽状复叶，可能被误认为是蕨类或棕榈树。
在南半球，花期在每年10月至12月间，在叶子脱落后，会开出大量直径约3.5厘米、富含花蜜的亮黄色花。在巴西东南部，采蜜的蜂种有Centris labrosa、Centris varia、额木蜂（Xylocopa frontalis）和切叶蜂属（Megachille）。果实在四月至六月间成熟。每个果实是一个扁平蝌蚪状的豆荚，大约10厘米长，里面只有单独一枚扁平椭圆形、光滑的棕色种子。
- 小树的树冠不分枝
- 大树的树冠在高位分枝
- 旱季樹葉完全脫落
- 二回羽状复叶
- 二回羽狀複葉局部
- 花序近观
- 花序
- 开花的树冠
- 荚果
- 开裂的荚果与种子

## 分类
本种1825年首次发表时被归类于腊肠树属（Cassia），1837年德国植物学家沃格尔才首次以学名Schizolobium excelsum将本种归类为独立的一个属，但要到1919年，美国植物学家布莱克才将两者整合为现名。
目前，粘叶豆属只有本种一个被承认的物种，本属也是苏木亚科的众多成员之一。

## 分布

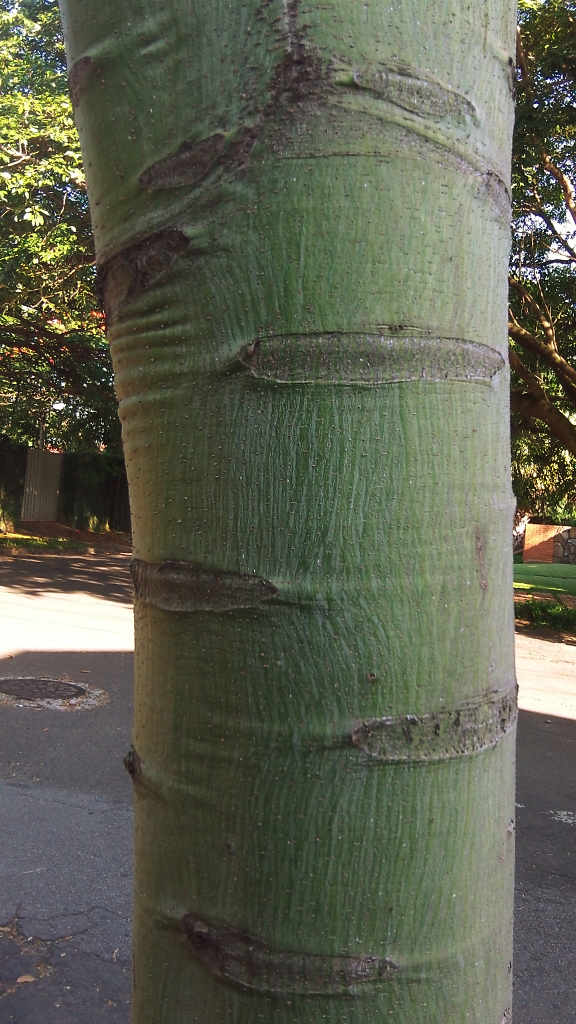
幼树的树干有明显的叶柄痕

本种原生分布于中美洲到巴西南部。喜阳光、开放和半开放的土地；在茂密的森林地带则少见。

## 使用

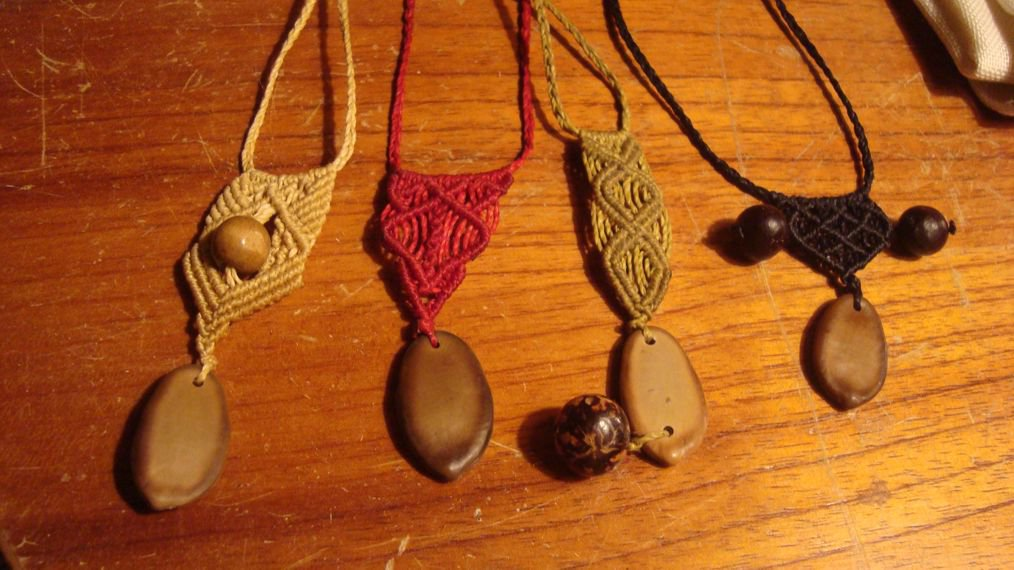
在巴拉圭托瓦蒂以粘叶豆种子制作的项链垂饰

本种的木材无臭，稻草色，柔软而轻盈（密度0.32 - 0.39 g/cm3，随年龄增长）。以前用于独木舟，现在用于玩具、盒子、鞋跟、层压木材内层和纸。本种很容易种植，10年后每公顷产量600立方米。
其叶子含有水溶性物质，可以解蛇毒，主要是矛头蝮属的蛇毒。
其种子传统上用作珠子和纽扣。